# Crown of Creation
Crown of Creation è il quarto album in studio dei Jefferson Airplane pubblicato dalla RCA Victor nel 1968. L'album raggiunse la posizione numero 6 in classifica e fu anche certificato disco d'oro. Triad di David Crosby è la sola traccia composta da un membro diverso dai Jefferson Airplane.

## Storia
Il manager e promoter dei Jefferson Airplane, Bill Thompson, acquistò per la band una grande villa costituita da venti stanze al numero 2400 di Fulton Street, vicino al Golden Gate Bridge di San Francisco, dove i membri del gruppo avrebbero potuto vivere tutti insieme come in una comune. Costata $73,000, la villa, conosciuta come "The Airplane" o semplicemente "The Mansion", includeva una spaziosa cantina attrezzata con uno studio di registrazione. La band compose la maggior parte dei brani di Crown of Creation nella nuova residenza. La combinazione di tanti talenti individuali accentuò le sperimentazioni e lo stile visionario dei testi delle canzoni che resero i Jefferson la band principale della scena rock psichedelica di San Francisco. Le composizioni furono equamente distribuite fra i vari membri e tutti partecipavano ai brani degli altri. La band intese Crown of Creation come la propria riflessione personale sul consumismo, sul crimine, sul passare del tempo, e sulla commerciabilità della loro musica.

## Registrazione
Le sessioni di registrazione ebbero luogo all'inizio dell'estate del 1968 negli studi della RCA dove la band aggiunse effetti di distorsione e sezioni di chitarra, sovraincidendo le tracce. Stilisticamente, fu il loro lavoro più vario fino a quel punto, prendendo tutto quello che il gruppo aveva provato in precedenza sviluppandolo ulteriormente. Tuttavia, si trattò di una struttura più organizzata rispetto al caos del precedente After Bathing at Baxter's, dove si respirava un'atmosfera più "free". Gli arrangiamenti complessi e sofisticati delle canzoni contenute nell'album, resero ardua la pubblicazione di un singolo "di richiamo"; Greasy Heart fu pubblicata su 45 giri nell'aprile 1968 diventando un modesto successo nella classifica Hot 100. Svariati musicisti furono coinvolti nella lavorazione dell'album, inclusi David Crosby, Bill Goodwin, e Tim Davis.

## Tracce
Lato A
1. Lather – 2:55 (Grace Slick) – Registrato il 18 febbraio 1968
2. In Time – 4:07 (Paul Kantner, Marty Balin) – Registrato il 30 maggio 1968
3. Triad – 4:54 (David Crosby) – Registrato il 29 maggio 1968
4. Star Track – 3:09 (Jorma Kaukonen) – Registrato il 4 giugno 1968
5. Share a Little Joke – 3:04 (Marty Balin) – Registrato il 20 febbraio 1968
6. Chushingura (strumentale) – 1:17 (Spencer Dryden) – Registrato il 5 giugno 1968

Lato B
1. If You Feel – 3:30 (Blackman, Marty Balin) – Registrato il 5 giugno 1968
2. Crown of Creation – 2:52 (Paul Kantner) – Registrato il 27 maggio 1968
3. Ice Cream Phoenix – 2:59 (Jorma Kaukonen, Cockey) – Registrato il 6 marzo 1968
4. Greasy Heart – 3:25 (Grace Slick) – Registrato il 22 febbraio 1968
5. The House at Pooneil Corners – 5:46 (Paul Kantner, Marty Balin) – Registrato il 4 giugno 1968

Edizione CD del 2003, pubblicato dalla RCA Records (82876 53226 2)
1. Lather – 2:56 (Grace Slick)
2. In Time – 4:11 (Paul Kantner, Marty Balin)
3. Triad – 4:54 (David Crosby)
4. Star Track – 3:08 (Jorma Kaukonen)
5. Share a Little Joke – 3:06 (Marty Balin)
6. Chushingura – 1:17 (Spencer Dryden)
7. If You Feel – 3:20 (Gary Blackman, Marty Balin)
8. Crown of Creation – 2:53 (Paul Kantner)
9. Ice Cream Phoenix – 2:59 (Jorma Kaukonen, Charles Cockey)
10. Greasy Heart – 3:25 (Grace Slick)
11. The House at Pooneil Corners – 5:49 (Paul Kantner, Marty Balin)
12. Ribump Ba Bap Dum Dum – 1:29 (Spencer Dryden, William Goodwin) – Bonus Track - Registrato il 21 giugno 1968
13. Would You Like a Snack? – 2:37 (Frank Zappa, Grace Slick) – Bonus Track - Registrato il 5 giugno 1968
14. Share a Little Joke (versione mono) – 3:06 (Marty Balin) – Bonus Track - versione mono singolo - Registrato il 20 febbraio 1968
15. The Saga of Sydney Spacepig – 7:55 (Spencer Dryden) – Bonus Track - inedito - Registrato il 31 maggio 1968

## Formazione
Jefferson Airplane
- Marty Balin – voce, chitarra ritmica
- Grace Slick – voce, pianoforte, organo
- Paul Kantner – chitarra ritmica, voce
- Jorma Kaukonen – chitarra solista, electric chicken, voce
- Spencer Dryden – batteria, pianoforte, organo, percussioni, voce
- Jack Casady – Yggdrasil bass
- ∞ – percussioni

Altri musicisti
- Gary Blackman – assolo "di naso" (in Lather)[11]
- Gene Twombly – effetti sonori (in Lather)[11]
- David Crosby – chitarra
- Charles Cockey – chitarra, voce (in Ice Cream Phoenix)
- Tim Davis[12] – conga (in Ribump Ba Bap Dum Dum)[11]
- Bill Goodwin – talking drum (in Ribump Ba Bap Dum Dum)[11]
- Dan Woody – bongo (in Ribump Ba Bap Dum Dum)[11]
- Frank Zappa – accreditato come leader (in Would You Like a Snack?)[11]
- Arthur Tripp, III – batteria, percussioni (in Would You Like a Snack?)[11]
- Ian Underwood – pianoforte, fiati (in Would You Like a Snack?)[11]
- Donald Preston – tastiere (in Would You Like a Snack?)[11]
- Ruth Komanoff – xilofono (in Would You Like a Snack?)[11]

Crediti
- Al Schmitt – produttore
- Richie Schmitt – ingegnere del suono
- Maurice – 8-Track
- Hiro – fotografie di copertina e retro-copertina
- USAF – fotografia della bomba di Hiroshima
- J. Van Hamersveld – album design, art direction
- Bill Laudner – road manager
- Chick Casady – equipment manager
- Bill Thompson – manager

## Edizioni
- 1968 – LP, RCA Victor LSP 4058, USA
- 1989 – CD, RCA BMG 4058-2-R, USA, versione rimasterizzata digitalmente
- 1989 – CD, Mobile Fidelity Sound Lab UDCD 523, USA
- 2003 – CD, RCA BMG Heritage 82876 53226 2, Europa, riedizione rimasterizzata digitalmente con brani aggiuntivi